# سباستین پل
سباستین پل (اسپانیایی: Sebastián Pol‎؛ زادهٔ ۱۵ مارس ۱۹۸۸) بازیکن فوتبال اهل آرژانتین است.

## باشگاهی
از باشگاه‌هایی که در آن بازی کرده‌است می‌توان به باشگاه ورزشی آئوداکس ایتالیانو اشاره کرد.